# Горења Раван
Горења Раван (словен. Gorenja Ravan) је насељено место у општини Горења вас-Пољане, Горењска регија, Словенија.

## Историја
До територијалне реорганизације у Словенији била је у саставу старе општине Шкофја Лока.

## Становништво
У попису становништва из 2011. године, Горења Раван је имала 13 становника.
| Број становника према пописима | Број становника према пописима | Број становника према пописима |
| ------------------------------ | ------------------------------ | ------------------------------ |
| 1991                           | 2002                           | 2011                           |
| 15                             | 19                             | 13                             |